# بردبوراني (تشيلو)
بردبوراني (بالفارسية: بردبرانی) هي منطقة سكنية تقع في إيران في قسم تشيلو الريفي.